# 富蘭克林鎮區 (堪薩斯州馬歇爾縣)
富蘭克林鎮區（英語：Franklin Township）為美國堪薩斯州馬歇爾縣轄下的鎮區。2010年美国人口普查中此鎮區人口有316人。

## 地理
富蘭克林鎮區涵蓋總面積為98.0平方（37.83平方英里），其中陸地面積為97.7平方（37.74平方英里），水域面積為0.23平方（0.09平方英里）或0.24%。海拔高度398（1,306英尺）。

## 人口統計
根據2010年美國人口普查，富蘭克林鎮區人口有316人，其中男性有164人，女性有152人，人口密度為每平方公里3.23人，住房計130戶。鎮區內的白人有308人，非裔美國人有0人，美洲原住民有0人，亞裔美國人有1人，太平洋島裔美國人有0人，其他種族有3人，混血種族則有4人。此外鎮區內有6人為西班牙裔或拉丁裔美國人。此鎮區之年齡中位數為41.7歲，而男性年齡中位數為42.5歲，女性年齡中位數為41.6歲。

## 交通

### 主要公路
- 36號美國國道